# Anisodes lateritiaria
Anisodes lateritiaria är en fjärilsart som beskrevs av Herrich-Schäffer 1855. Anisodes lateritiaria ingår i släktet Anisodes och familjen mätare. Inga underarter finns listade i Catalogue of Life.